# Jorf El Melha
Jorf El Melha (arabiska: جرف الملحة) är en stad i Marocko. Den ligger i provinsen Sidi Kacem och regionen Rabat-Salé-Kénitra, 130 km öster om huvudstaden Rabat. Antalet invånare var 28 681 vid folkräkningen 2014.